# 獵虎式驅逐戰車
獵虎式驅逐戰車（Jagdtiger Sd. Kfz. 186）是二战时期德国所服役的超重型驅逐戰車，與虎王戰車共用同一種底盤，从1944年后期一直服役到战争结束。在东线和西线的战事中都有使用。猎虎式反坦克驅逐戰車是二战时期投入使用的最重的装甲战斗车辆，也是史上最重的正式進入量產的裝甲戰鬥車輛。
尽管猎虎式反坦克驅逐戰車在制造和装备的水準都很高，但仍存在许多机械的问题。

## 发展
随着三号突击炮做为反坦克自行火炮的成功，纳粹德国的军事领导层决定利用现有的装甲战斗车辆的的底盘做为反坦克自行火炮的的底盘。猎虎式使用固定炮塔结构，这样相比使用同样底盘的可转动炮塔结构，猎虎式能装备更大口径的火炮，固定炮塔结构也能减少制造周期和成本，因为装配固定炮塔所需要的复杂机械机构会更少一些。

一辆木质的猎虎模型于1943年10月20日接受了希特勒的视察，前面可以看见一辆意大利的重型坦克P-40

1942年初，国防军最高统帅部下达了一个用128mm口径火炮装备自行装甲底盘的需求。1942年5月18日，元首希特勒要求128mm火炮应该优先装备用做反坦克作战而不是用来支援步兵。射击试验显示128mm口径火炮拥有不错的射击命中率，与此同时，相对较小口径的88mm和105mm口径火炮也被用来测试。
1943年，统帅部决定用128mm口径火炮来搭配豹式或是虎式坦克底盘，可是木质模型的结果证明，豹式坦克的底盘并不适合。1943年10月20日，另一个木质模型装配在一辆虎王戰車的底盘上，曾於东普鲁士在元首的面前进行展示。随后，两辆原型车设计完成，一辆是装备8个负重轮的保时捷悬挂的版本（编号 305001），另一辆是装备9个交错负重轮的亨舍尔悬挂的版本（编号 305002）。1944年2月，使用虎王底盘的产品出厂，开始的时候，被命名为VI號驅逐戰車，后来命名为猎虎。猎虎式反坦克歼击车的正式国防军装备编号是Sd.Kfz.186。

## 设计
同猎豹式反坦克歼击车出自于豹式坦克一样，猎虎的设计也是源自于虎王坦克。猎虎有一个加长的虎王底盘，与之相连的是一个方形的固定炮塔。这样的配置效果是使猎虎装备厚重的防护装甲和一门能击穿二战时期任何坦克的128mm PaK 44 L/55火炮。猎虎的炮塔正面防护装甲厚度达到250mm，车体的正面装甲厚度也达到150mm。主炮的射界只有10度，这使得猎虎在必要时不得不转动车体来瞄准目标射击。
由于过于夸张的车重和明显马力不足的发动机，猎虎也存在许多的机械和技术上的问题。在执行战斗任务时，猎虎常常抛锚。根據已知的紀錄，沒有任何一型盟軍的火炮可以擊穿獵虎的正面裝甲。事实上，绝大多数的被丟棄的猎虎都是因为机械故障和缺乏燃料，而不是由于来自敌方的攻击。

## 产品
总共有150辆猎虎的订单，但是大约只制造了一半的数量，其中初期的11辆是装备保时捷懸吊系统（8个负重轮）的版本，其余的都是装备亨舍尔悬挂系统（9个负重轮）的版本。保时捷版懸吊系統具有重量輕、製造時間短、維修方便等多數優點，故被用於初期的生產型上。但是在兵器局的行駛測試中，意外發現會產生履帶的上下震動問題，在時速超過15km/h之前對人員來說都非常的不舒服。所以後來的生產型便改用亨舍爾的懸吊系統。
确定最终完工的猎虎的数量很大程度上取决于信息的来源和是否将原型车和停战日（VE day）之后完工的猎虎计算在内，大约有77～88辆猎虎在1944年7月至1945年5月间出厂。大约有48辆是在1944年7月至1944年的年底建造的，另有36辆是1945年的1月至4间。序列号是 305001～305088（比如说1945年5月生产的猎虎，和正式投产前试生产的原型车和未完工的猎虎是否被计算在内）。不過與生產數字相反，運送至部隊的紀錄卻超過100輛。
一些消息来源说，在1945年2月之后，由于缺乏重要的配件，也可能是因为没有办法把猎虎运送到部队，再也没有一辆猎虎完工过。
出厂的猎虎和序列号
- February 1944 - 2  - #305001-305002
- July 1944 - 3  - #305003-305005
- August 1944 - 3  - #305006-305008
- September 1944 - 8  - #305009-305016
- October 1944 - 9  - #305017-305025
- November 1944 - 6  - #305026-305031
- December 1944 - 20 - #305032-305051
- January 1945 - 10 - #305052-305061
- February 1945 - 13 - #305062-305074
- March 1945 - 3  - #305075-305077
- April 1945 - 7  - #305078-305084
- May 1945 - 4  - #305085-305088

从序列号为305011的猎虎（1944年9月出厂）之后，在生产厂里不再对猎虎进行Zimmerit防磁涂料的涂装。

## 战斗记录
只有第512和第653这两个重反坦克营才装备了猎虎。第一辆配发的猎虎是在1944年9月装备部队，约20％的猎虎是在作战行动中损失的，但在战争后期，多数的猎虎是被乘员在弃车之后击毁的，主要是因为机械故障和缺乏燃料。
猎虎的128mm PaK 44反坦克炮采用了分离式装药，需要有两个装填手来分别装填弹体和发射药，这导致了猎虎的射速較慢。发射炮弹时的巨大烟雾容易暴露己方的目标。美军的测试表明128MM炮能在2100米上正面击毁M26。

## 幸存的猎虎

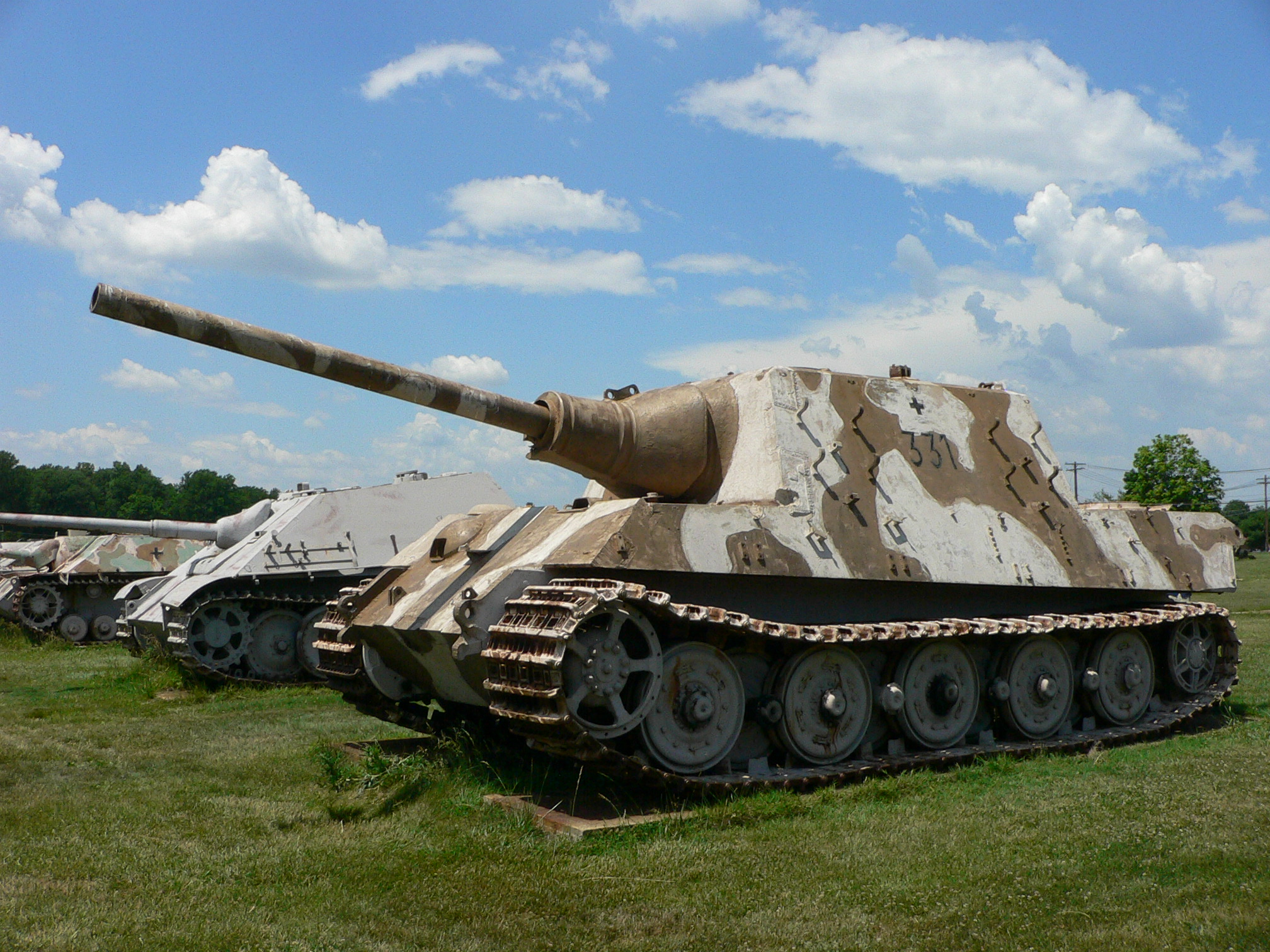
車輛號碼305020，於美國軍械博物館

目前有三輛幸存獵虎，他們展示在美國、英國及俄羅斯軍事博物館。
於阿伯丁試驗場的美國軍械博物館——亨舍爾懸吊車款
位於美國馬里蘭州阿伯丁的美國軍械博物館展示了一輛1944年10月製造的獵虎（系列號碼 305020）。該獵虎為 s.Pz.Jg.Abt 653型，而車輛號碼是 331。該戰車於1945年3月於德國的葡萄酒之路上的諾伊施塔特一帶被俘虜，在它身上的傷痕依舊明顯可見。這輛獵虎裝備晚期的第九型鏈輪齒環，以及和虎II坦克相同設計類型的履帶。
於英國的巴溫頓坦克博物館——保時捷懸吊車款

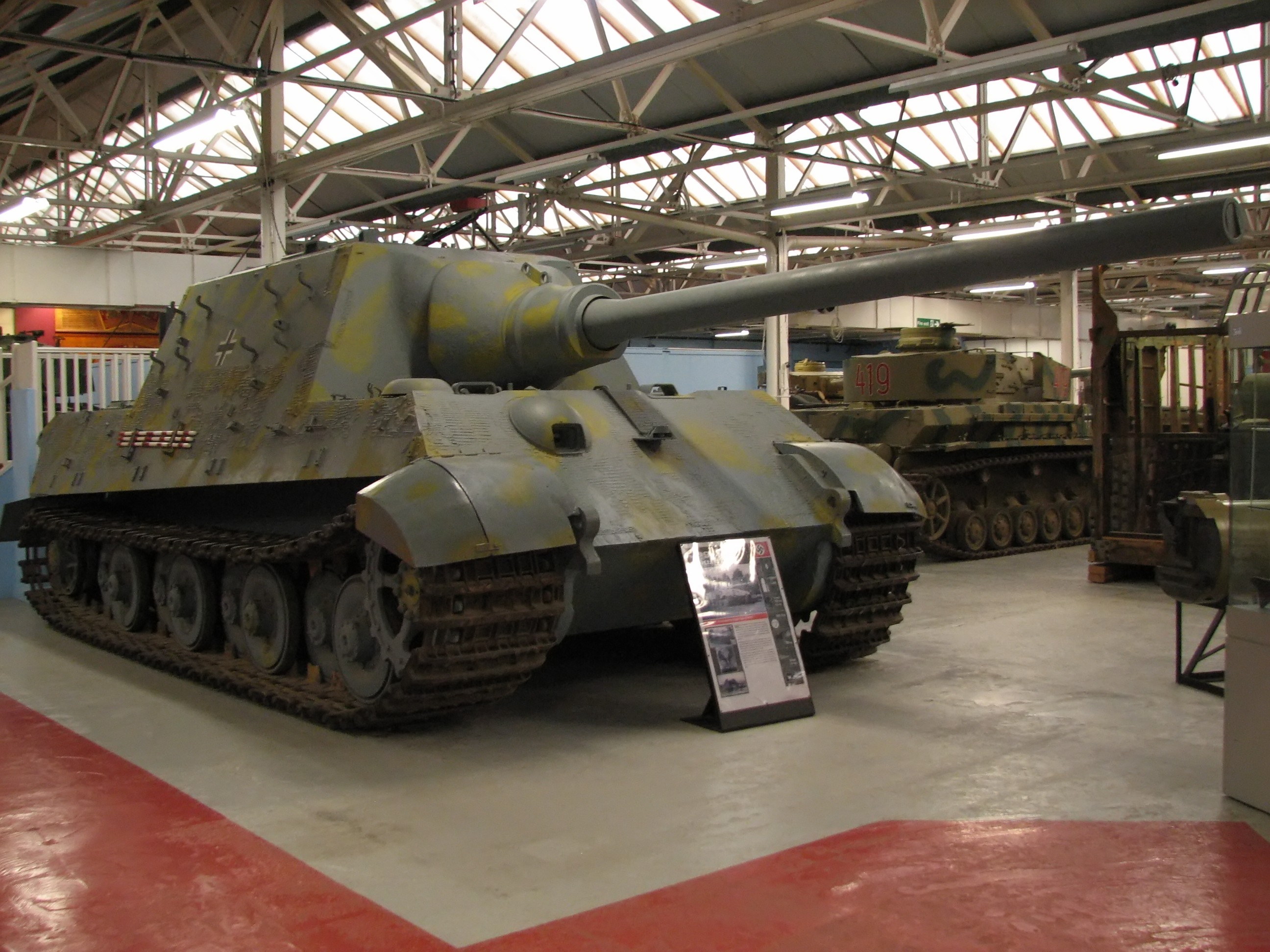
車輛號碼 305004，於巴溫頓坦克博物館

在英國的巴溫頓坦克博物館展示的是一輛罕見的保時捷懸吊車款，底盤的編號是 305004。這輛獵虎是在1945年4月，於德國的瑟內拉格（Sennelager）一帶被英軍俘虜的。它左側的第三個輪的載台（wheel station）已經不見了。Zimmerit防磁塗料被塗在兩公尺以上的上層結構，而Balkenkreuz十字則被漆在中段。該車上還裝備一種早期的18齒鏈環。
於俄國的庫賓卡坦克博物館——亨舍爾懸吊車款
在莫斯科附近的庫賓卡坦克博物館展示的是一輛亨舍爾懸吊車款，車輛號碼 305083。這輛坦克屬於一個裝備了四輛s.Pz.Jg.Abt 653型獵虎的戰鬥團，該戰鬥團於1945年5月5日，在奧地利的阿姆施泰滕地區向蘇聯軍隊投降，蘇聯軍因此取得這輛獵虎。該戰車被完好無缺的俘虜，包含它上面完整的側面裙甲和晚期的9齒鏈環，側面也有12個可以掛6對鏈軌的鉤子。這輛獵虎沒有塗上Zimmerit漆。車上全部的工具都被拆掉了，不過保留了裝在後方引擎板上的MG42防空機槍。

## 衍生車型
唯一發展出的衍生車型是Sd.Kfz.185型。差別在於它裝備的是PaK43砲而不是Pak 44砲，這是因為後者的短缺造成的。據說造了12輛，但由於缺乏瞄準鏡沒有完成，因此也沒有服役。

## 外部連結
- Achtung Panzer! （页面存档备份，存于）
- Battletanks.com （页面存档备份，存于）
- Panzerworld （页面存档备份，存于）
- Surviving Tiger tanks （页面存档备份，存于） - 一份列出所有現存虎系列坦克（虎I、虎王、獵虎、突擊虎式）的PDF文件